# Workforce management
Workforce Management (WFM) é um termo usado para designar sistemas de Gerenciamento de Força de Trabalho. Estes sistemas englobam todas as atividades necessárias para planejar eficientemente a força de trabalho de uma empresa. Algumas vezes é parte de um sistema de RH, ou mesmo de um sistema de ERP. Recentemente, o conceito de gerenciamento de força de trabalho começou a evoluir para o conceito de otimização da força de trabalho.
Especificamente, com relacionamento às atividades de gerenciamento da força de trabalho, este inclui:
1. Folha de pagamento e benefícios;
2. Administração de RH;
3. Tempo e freqüência de trabalho;
4. Planejamento de sucessão e carreira;
5. Gestão de talentos e/ou banco de curriculum;
6. Gestão de aprendizagem e/ou gestão de treinamento;
7. Gerenciamento de desempenho;
8. Previsão e planejamento de demanda;
9. Controle da Força de trabalho e assistência de emergência

## Workforce Management para centrais de atendimento
Centrais de atendimento tem uma necessidade específica que requer o uso de ferramentas especialmente desenvolvidas para essa aplicação. A razão é a ferramenta precisa traduzir estatísticas relacionadas a chegada de chamadas e o tempo de atendimento em demanda de atendimento. Por isso essas ferramentas precisam dos seguintes módulos:
1. Previsão de chamadas: existem alguns métodos para fazer a previsão, sendo o mais comum média móvel. Contudo, hoje em dia, a aplicação de ferramentas matemáticas mais modernas como o método ARIMA ou Box-Jenkins são mais indicadas;
2. Previsão de Necessidade de Atendentes por Horário: o método usado ainda são as fórmulas desenvolvidas por Erlang;
3. Determinação de escalas: é a aplicação de algoritmos matemáticos para otimização das escalas;
4. Programação dos atendentes: e a determinação de quem irá trabalhar na escala. Geralmente usa-se métodos de preferência declarada;
5. Controle da central: é o monitoramento da central de atendimento.